# Perissomastix acutibasis
Perissomastix acutibasis är en fjärilsart som beskrevs av László Anthony Gozmány. Perissomastix acutibasis ingår i släktet Perissomastix och familjen äkta malar. Inga underarter finns listade i Catalogue of Life.